# Trickle-down economics
Trickle-down economics, též trickle-down theory (česky přibližně ekonomika/teorie stékání/skapávání) je ekonomická teorie, která obhajuje snížení daní velkým a bohatým firmám a jednotlivcům. Tato teorie říká, že snížené daně budou znamenat stimulaci investování do dalšího obchodu a byznysu v krátkodobém horizontu a z dlouhodobého hlediska celkové zlepšení podmínek ve společnosti.
Trickle-down economics a ekonomie strany nabídky se shodují v zájmu o nízké daně; ekonomie strany nabídky je přitom pro snížení daní obecně, kdežto trickle-down je pro snížení specificky pro nejbohatší vrstvy ekonomického spektra. Názorovým oponentem této teorie je stimulace ekonomiky „od kořenů“, tedy zezdola, od nejprostších vrstev společnosti – vytvoření podmínek, kdy střední i nižší střední třída je v situaci, kdy má disponibilní příjem, který může investovat do ekonomiky a tím rozpohybovat obchody, potažmo investice.
Název tato teorie získala od humoristy Willa Rogerse v roce 1932, v kontextu Velké hospodářské krize. Trickle-down, tedy česky skapávání, v názvu znamená skapávání bohatství z nejhořejších vrstev ekonomiky a společnosti postupně na střední a nižší třídu. Trickle-down je dnes často vnímána jako teorie, která favorizuje společenskou a ekonomickou elitu, zatímco je současně vykládána jako dobré řešení pro běžné občany.
Trickle-down economics byla jedna z dílčích plánů amerického prezidenta Ronalda Reagana, zapadající do jeho strategie liberalizace – tzv. Reaganomiky. Princip je však mnohem starší, již na konci 19. století (pod názvem „horse and sparrow theory“), tuto teorii kritizoval demokratický prezidentský kandidát William Jennings Bryan a též v „bouřlivých“ 20. letech byla tato teorie ve Washingtonu hojně praktikována.
Řada ekonomických studií nalezla korelaci mezi tímto principem a snižováním růstu ekonomiky.

 Běžnou kritikou je skutečnost, že zatímco střední a nižší třída vrací téměř veškerý disponibilní příjem zpátky do ekonomiky, ekonomická a společenská elita jej vkládá do bank, různých fondů a nechává jej úročit.